# Верховный правитель России
Верхо́вный прави́тель России — должность главы Российского государства, учреждённая в результате государственного переворота 18 ноября 1918 года в Омске в ходе гражданской войны в России, и признанная всеми лидерами Белого движения. Единственным человеком, занимавшим эту должность, был адмирал А. В. Колчак. Официальная резиденция располагалась во Дворце генерал-губернатора.

## Предыстория
23 сентября 1918 года «Актом об образовании Всероссийской верховной власти» Уфимского Государственного совещания было создано Временное Всероссийское правительство («Уфимская Директория») и установлено, что это правительство будет являться «впредь до созыва Всероссийского Учредительного Собрания … единственным носителем верховной власти на всём пространстве государства Российского». 4 ноября 1918 года был сформирован исполнительный орган Директории — Всероссийский Совет министров.

## Передача власти
Уфимская директория прекратила свою деятельность в результате событий в ночь с 17 на 18 ноября 1918 года, когда группой военнослужащих казачьих частей, дислоцированных в Омске, были арестованы председатель Директории Н. Д. Авксентьев, член Директории В. М. Зензинов, заместитель члена Директории А. А. Аргунов, а также товарищ министра внутренних дел, руководитель секретной службы Е. Ф. Роговский. Все арестованные были членами Партии социалистов-революционеров (эсеров).
Утром 18 ноября собравшийся на экстренное заседание Совет министров при участии двух членов Директории — П. В. Вологодского и В. А. Виноградова, обсудив сложившееся положение, признал Директорию несуществующей, объявил о принятии на себя всей полноты верховной власти и пришёл к выводу о необходимости «полного сосредоточения власти военной и гражданской в руках одного лица с авторитетным именем в военных и общественных кругах». Было принято принципиальное решение «передать временно осуществление верховной власти одному лицу, опирающемуся на содействие Совета министров, присвоив таковому лицу наименование верховного правителя», после чего было выработано и принято «Положение о временном устройстве государственной власти в России» (так называемая «конституция 18 ноября»), устанавливавшее, в частности, порядок взаимоотношений верховного правителя и Совета министров.
По воспоминаниям П. В. Вологодского, титул «Верховный правитель» был принят на совещании Совета министров без каких-либо предварительных обсуждений и споров: «когда перешли к вопросу, кого же избрать диктатором, то решили дать ему название „Верховного Правителя“ и обставить конституционными гарантиями».
Тайным голосованием членов Совмина на пост Верховного правителя был избран военный и морской министр вице-адмирал А. В. Колчак, который одновременно был повышен в звании до полного адмирала. Колчак заявил о своём согласии с избранием и первым же приказом по армии объявил о принятии на себя звания Верховного главнокомандующего и определил основные направления предстоящей работы в качестве Верховного правителя:

Приняв крест этой власти в исключительно трудных условиях Гражданской войны и полного расстройства государственных дел и жизни, объявляю, что я не пойду ни по пути реакции, ни по гибельному пути партийности. Главной целью я ставлю создание боеспособной армии, победу над большевиками и установление законности и порядка
Было образовано Российское правительство, которое работало до 4 января 1920 года.

## Версии о происхождении названия должности
Российский историк В. В. Журавлёв, анализируя различные подходы к вопросу о происхождении титула «Верховный Правитель», принятого адмиралом А. В. Колчаком, пришёл к выводу, что однозначного ответа на этот вопрос в исследовательской литературе не существует, «причём именно неясность его генезиса составляет основное затруднение на пути интерпретации его идеологической нагрузки».
Некоторые исследователи (В. Ж. Цветков, А. Б. Зубов) высказывали мнение, что понятие «Верховный Правитель» являлось не новацией, а категорией Основных законов Российской империи.
Историк В. Ж. Цветков обратил внимание на то, что согласно статьям 41-й, 42-й и 43-й Основных законов Российской империи несовершеннолетнему Наследнику на случай вступления на Престол производилось назначение Правителя и Опекуна, «в одном лице совокупно» или «в двух лицах раздельно». После акта непринятия Престола Михаилом Александровичем носителем временной верховной власти оказалось Временное правительство, а так как Уфимское Государственное Совещание заявило о своей правопреемственности в отношении Временного правительства, то, следуя принципам фактического правопреемства, Колчак получил статус «Правителя» от всероссийской власти, выраженной Советом министров Временного Всероссийского правительства. Таким образом Колчак номинально становился регентом — Правителем государства при вакантном Престоле, до тех пор, пока новоизбранное Учредительное Собрание не решит вопрос о форме правления и не вручит власть избранному лицу или органу. Титул «Верховный Правитель», по мнению Цветкова, правильнее отождествлять с Престолоблюстителем, но не как с лицом, «занимающим» Престол. Схожий статус имела и должность «Временного Президента» в разработанном накануне созыва Всероссийского Учредительного собрания осенью 1917 г. «Положении о Временном Президенте» (законопроекте «Об организации временной исполнительной власти при Учредительном Собрании…»), в задачи которого входили бы выражение внутри- и внешнеполитического курса и защита государственного суверенитета до окончательного утверждения основ политической системы российской Конституантой.
Генерал-лейтенант Д. В. Филатьев писал в своих воспоминаниях об этом:

18 ноября в Омске, хотя и в малоудачной процессуальной форме, свершилось то, что по логике государственного разума должно было свершиться в Петрограде после отречения Великого Князя Михаила Александровича. Будь Государственной Думой избран тогда же Верховный Правитель как несменяемый до Учредительного Собрания носитель власти, Россия не скатилась бы в пропасть.
Показательно, как сам Колчак оценивал своё новое положение Верховного Правителя. В письме в Париж своей супруге С. Ф. Колчак от 15 октября 1919 г. он писал: 

Мне странно читать в твоих письмах, что ты спрашиваешь меня о представительстве и каком-то положении своём как жены Верховного Правителя… Я не являюсь ни с какой стороны представителем наследственной или выборной власти. Я смотрю на своё звание как на должность чисто служебного характера.

## Круг полномочий
Полномочия Верховного правителя во многом копировали российское дореволюционное законодательство. По статье 47-й Свода основных законов «Правителю Государства полагался Совет Правительства; и как Правитель без Совета, так и Совет без Правителя существовать не могут». Согласно статье 48-й, членов Совета назначал сам Правитель. В компетенцию Совета подпадали «все без изъятия дела, подлежащие решению самого Императора и все те, которые как к Нему, так и в Совет Его поступают» (по статье 50-й — все дела, касающиеся направления внутренней и внешней политики). Согласно статье 51-й, «Правитель имеет голос решительный» при обсуждении всех вопросов.
По «Конституции 18 ноября 1918 г.» законодательная власть и инициатива осуществлялись Верховным правителем и Советом министров «совокупно». Совмину вменялось проводить предварительные обсуждения всех законов, и без его санкции не мог вступить в силу ни один закон. При этом Верховный правитель имел право «абсолютного вето». В случае отказа Верховного правителя от звания, долговременного отсутствия или «тяжкой болезни» его функции выполнял Совет министров (en corpore).

## Символика Верховного правителя
9 мая 1919 г. Российское правительство утвердило символику Верховного правителя — флаг и брейд-вымпел с двуглавым орлом, без знаков императорской власти:38.

## Прекращение полномочий
24 июня 1919 года заместителем Верховного Главнокомандующего в целях «обеспечения непрерывности и преемственности верховного командования» был назначен Главнокомандующий Вооружёнными силами на Юге России генерал-лейтенант А. И. Деникин.
В начале декабря 1919 года А. В. Колчак поднял перед своим правительством вопрос об «отречении в пользу Деникина». 22 декабря Совет министров Российского правительства принял следующее постановление: «В целях обеспечения непрерывности и преемства всероссийской власти Совет министров постановил: возложить обязанности Верховного Правителя на случай тяжкой болезни или смерти Верховного Правителя, а также на случай отказа его от звания Верховного Правителя или долговременного его отсутствия на Главнокомандующего Вооружёнными силами на Юге России генерал-лейтенанта Деникина».
4 января 1920 года А. В. Колчак издал в Нижнеудинске указ, которым «ввиду предрешения… вопроса о передаче верховной всероссийской власти Главнокомандующему Вооружёнными силами на Юге России генерал-лейтенанту Деникину, впредь до получения его указаний, в целях сохранения на нашей Российской Восточной Окраине оплота государственности на началах неразрывного единства со всей Россией» предоставлял «всю полноту военной и гражданской власти на всей территории Российской Восточной Окраины, объединённой российской верховной властью», генерал-лейтенанту Г. М. Семёнову.
Как свидетельствует в своих мемуарах сам Деникин, в обстановке тяжёлых поражений Вооружённых сил Юга России и политического кризиса он счёл совершенно неприемлемым «принятие соответственного наименования и функций» и отказался от принятия титула Верховного правителя, мотивируя своё решение «отсутствием официальных сведений о событиях на Востоке».
4 апреля 1920 г. Деникин под давлением генералитета был вынужден передать пост Главнокомандующего ВСЮР (вскоре после этого преобразованных в Русскую армию) генерал-лейтенанту барону П. Н. Врангелю и в тот же день отбыл в Англию. Врангель принял назначение и издал приказ о вступлении в должность. 6 апреля заседавший в Ялте Правительствующий Сенат издал указ, в котором заявил, что «новому народному вождю» отныне «принадлежит вся полнота власти, военной и гражданской, без всяких ограничений». 11 апреля П. Н. Врангель принял титул «Правителя и Главнокомандующего Вооружёнными силами на Юге России».
Летом 1920 года А. И. Гучков обратился к Деникину с просьбой «довершить патриотический подвиг и особенным торжественным актом облечь барона Врангеля… преемственной всероссийской властью», однако тот отказался подписать такой документ.
Вскоре после эвакуации белых из Крыма 5 апреля 1921 года в Константинополе был создан Русский совет при Главнокомандующем Русской армией под председательством П. Н. Врангеля, мыслившийся его создателями, как прообраз российского правительства в изгнании. Однако, им не удалось добиться признания его в таком качестве ни иностранными правительствами, ни даже другими эмигрантскими группировками. В итоге, 20 сентября 1922 года Русский совет прекратил свою деятельность.
1 сентября 1924 года распоряжением генерала Врангеля на базе структур Русской армии был создан Русский общевоинский союз — политическая организация, не претендующая на публично-правовые функции. На этом данная линия российской публичной власти завершается.